# Яцков, Игорь Владимирович
Игорь Владимирович Яцков (21 июня 1972, Каменск-Шахтинский, Ростовская область — 11 января 2000, Кири, Чечня) — старший оперуполномоченный Отдела Федеральной службы безопасности Российской Федерации по 136-й отдельной гвардейской мотострелковой бригаде Северо-Кавказского военного округа, капитан, Герой Российской Федерации.

## Биография
Родился 21 июня 1972 года в городе Каменск-Шахтинский Ростовской области. С 1988 года жил в Краснодаре. В 1989 году окончил среднюю школу № 84 Краснодара. В рядах ВС СССР с 1990 года.
В 1994 году окончил факультет строительства и эксплуатации аэродромов Воронежского высшего военного авиационного инженерного училища. С 1994 года служил начальником радиостанции роты связи 4-й воздушной армии на Северном Кавказе.
В органах государственной безопасности с декабря 1996 года. Окончил Институт переподготовки и повышения квалификации сотрудников ФСБ России в Новосибирске. Проходил службу в должности оперуполномоченного отдела ФСБ России по 136-й отдельной мотострелковой бригаде Северо-Кавказского военного округа (Буйнакск, Республика Дагестан).
С декабря 1999 года Яцков неоднократно принимал участие в проведении боевых разведывательных рейдов и боевых операций в районах населённых пунктов Шатой и Шарой. Постоянно находясь в боевых порядках федеральных войск в условиях непосредственного соприкосновения с бандформированиями, проявлял мужество, решительность, хладнокровие, высокую личную войсковую выучку.
Его сын — Владимир Игоревич Яцков, окончил Санкт-Петербургское суворовское военное училище с золотой медалью и окончил прокурорско-следственный факультет Военного Университета Министерства Обороны.

## Подвиг
11 января 2000 года Яцков выполнял боевую задачу в составе спецподразделения ФСБ по боевому охранению автоколонны. В районе населённого пункта Кири вступил в бой с боевиками. В этом бою капитан погиб, до конца выполнив свой воинский долг. Похоронен на Славянском кладбище в Краснодаре.
Указом Президента Российской Федерации № 393 от 19 февраля 2000 года за мужество и героизм, проявленные при исполнении служебного и воинского долга, капитану Яцкову Игорю Владимировичу присвоено звание Героя Российской Федерации (посмертно). Его семье была вручена медаль «Золотая Звезда» № 603.
Также награждён медалью «За отвагу» (14.09.1999).

## Память
- В Краснодаре одна из улиц носит его имя: «Улица Героя Яцкова»[3].
- Школа № 84 носит имя Героя Российской Федерации Яцкова Игоря Владимировича[4].
- На здании средней школы № 84, в которой учился Яцков Игорь Владимирович, в его честь установлена мемориальная доска[5].
- Во дворе школы № 84 г. Краснодара установлен бюст Яцкову Игорю Владимировичу[6].
- Установлена мемориальная доска на фасаде дома, находящегося по адресу: Краснодар, ул. Котовского, д. 113, в котором жил Яцков Игорь Владимирович.
- Памятная плита в честь капитана Яцкова установлена в 2020 году на мемориале воинам-интернационалистам в городе Каменск-Шахтинский.[7]
- Занесён в списки на Мемориальной Арке «Ими гордится Кубань» в г. Краснодаре на ул. Красной 58.
- Его имя увековечено на Галерее выпускников — Героев Отечества в Институте ФСБ России в Новосибирске.
- В Военно-воздушной академии имени профессора Н. Е. Жуковского и Ю. А. Гагарина установлен памятник, выпускнику 1994 г. капитану Яцкову Игорю Владимировичу.
- Также в ВВА имени Жуковского и Гагарина проводится соревнование за звание «Лучшее подразделение» памяти Героя России капитана Игоря Яцкова[1].
- 21 февраля 2023 года средней школе № 9 города Каменска-Шахтинского, в которой учился Яцков, было присвоено имя Героя[8].